# Amparo (droit)
Pour les articles homonymes, voir Amparo.
L'amparo est un mécanisme juridique qui permet aux particuliers d'exercer une requête directe en contrôle de constitutionnalité. Il est surtout présent dans le système du droit du monde hispanophone. 
Entre 1869 et 1935, les tribunaux fédéraux du Mexique jugent recevable cette procédure pour la protection des droits individuels (droits de la propriété, libertés publiques, égalité, droits à la sécurité et droit à la vie) pour les ressortissants mexicains et pour les étrangers.
L'amparo n'a pas le caractère judiciaire préjudiciel des requêtes en contrôle de constitutionnalité, qui existent dans d'autres pays et se pratique par voie d'action et non par voie d'exception.
C'est une voie de contrôle concret des procédures contre des actes administratifs ou juridictionnels. C'est un moyen de recours direct contre les actes juridictionnels qui nourrissent la quasi-totalité du contentieux constitutionnel en Espagne et en Amérique latine. On le retrouve sous une forme analogue en Allemagne (Verfassungsbeschwerde). 
Ce système peut être jugé trop efficace, les 12 personnes composant le service espagnol dédié à l'amparo recevant entre 5000 et 6000 recours par an.  